# Луговка (притока Святиці)
Луго́вка (рос. Луговка) — річка в Росії, протікає територією Кіровської області (Фальонський район), ліва притока Святиці.
Річка починається за 7 км на північний захід від села Набережний, на вододілі річок Святиця та Суна. Протікає спочатку на північ, потім плавно повертає на північний схід. Впадає до Святиці нижче села Петруненки. Верхня течія пересихає. Долина неширока і полога, значні ділянки берега заліснені. Приймає декілька дрібних приток.
Над річкою розташоване село Фальонського району Петруненки, де збудовано автомобільний міст.